# ドーン・マリー
ドーン・マリー（Dawn Marie Psaltis、1970年11月3日 - ）は、アメリカ合衆国の元女子プロレスラー、ディーヴァ。ニュージャージー州ウッドブリッジ出身。

## 来歴

### ECW
1998年、インパクト・プレイヤーズ（ランス・ストーム&ジャスティン・クレディブル）の女子マネージャーとしてECWでデビュー。当時のリングネームはタミー・リン・ビッチ（Tammy Lynn Bytch）。この名前は抗争相手の女子マネージャー、タミー・リン・シッチ（Tammy Lynn Sytch）を揶揄したものである。

### WWE

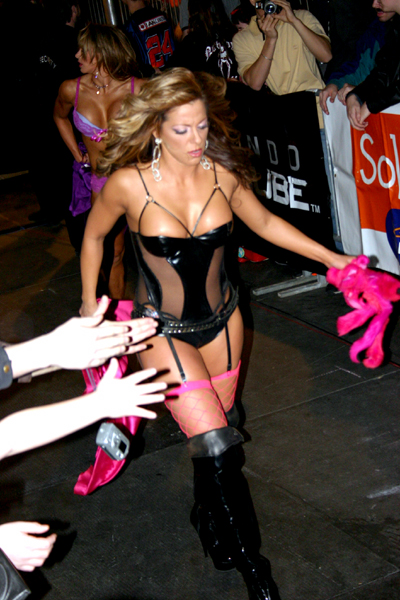
ドーン・マリー

2002年、ドーン・マリーの名義でWWEに登場。2003年、トリー・ウィルソンの父親アル・ウィルソンと結婚するも、初夜にて彼を腹上死させてしまうというアングルが展開された。
その後も男漁りを続けるというアングルのもと、2004年にはチャーリー・ハースに目を付け、彼の婚約者のミス・ジャッキーと抗争を繰り広げた。

### WWE後
2005年、WWEを退団。近年はインディー団体にスポット出場している。女子団体のWSUにも参戦。